# Сільське господарство СРСР
Сільське господарство СРСР — галузь економіки СРСР.
Сільське господарство в Радянському Союзі було в основному коллективізовано, з деяким обмеженим збереженням приватних господарств. Воно часто розглядається як один з найбільш неефективних секторів економіки Радянського Союзу. На початку радянського періоду був введений ряд податків на продукти харчування (продрозкладка, продподаток та ін.). Незважаючи на Декрет про землю 1917, примусова колективізація і класова війна проти «куркулів» при сталінізмі сильно порушували виробництво сільськогосподарської продукції в 1920-х і 1930-х роках, що сприяло радянському голоду 1932—1933 років (особливо голодомору в Україні).

## Державні закупівлі
Починаючи з 1961, закупки зерна, технічних культур, м'яса, молока та інших сільськогосподарських продуктів і сировини здійснювалися на основі договорів контрактації, які були замовленням колгоспам і радгоспам на потрібну державі продукцію. Державні закупівлі. здійснювалися для забезпечення потреб усіх рівнів: району, області, союзної республіки, СРСР у цілому. Визначений планом обсяг продукції спрямовували: 
- в державний резерв;
- на утримання армії, державним організаціям (лікарням, оздоровчим установам);
- у держ. торгівлю, а також у державні ресурси (для розподілу між районами, в насіннєвий фонд та ін.)[1].